# Мормуль, Николай Григорьевич
Николай Григорьевич Мормуль (1933—2008) — советский контр-адмирал,  кандидат технических наук (1977)
Прошёл путь от командира группы до начальника Технического управления Северного флота.
Член Союза писателей РФ.

## Биография
Родился в 1933 году в станице Милютинская, Ростовской области.
Учился в военно-морском инженерном училище имени Ф. Э. Дзержинского (1950—1956). После его окончания был направлен на первую атомную подводную лодку «К-3» («Ленинский Комсомол»), где служил в качестве командира группы дистанционного управления ядерной энергетической установкой АПЛ. С 1964 года – заместитель командира отдельной бригады АПЛ, на протяжении двенадцати лет в различных должностях принимал участие в испытаниях вновь строящихся атомных подводных лодок, начиная с первой «К-3».   С 1970 года  – заместитель  начальника технического  управления Северного Флота, с 1974 года – заместитель командующего 11-й флотилией АПЛ. В 1974 году Мормуль  назначается заместителем командующего 11-й флотилией АПЛ — членом Военного совета флотилии. В 1978 году назначается начальником Технического управления Северного флота. Без отрыва от службы в 1977 году защитил кандидатскую диссертацию в Совете ВВМИОЛУ по теме «Эффективность эксплуатационных режимов использования ЯЭУ». С 1978 года – начальник технического управления СФ. В 1982 году был представлен на Государственную премию СССР.
В 1983 году Николай Григорьевич был обвинен в превышении должностных полномочий и злоупотреблении служебным положением. Почти пять с половиной лет находился в заключении (с 1983 по 1989 годы).
После окончания службы вышел на пенсию и проживал в Мурманске, затем в Петербурге. С июля 1995 года Н. Г. Мормуль стал член-корреспондентом общественной организации «Международная академия информатизации». С 1998 года — член Клуба подводников.   Автор многих книг и статей по истории атомного подводн. флота и радиационной безопасности.
Награждён  орденами Трудового Красного Знамени, Красной Звезды, «За службу Родине в ВС СССР» III ст., медалями.
Умер 19 ноября 2008 года. Похоронен на Большеохтинском кладбище Петербурга.

## Сочинения
- Атомная подводная эпопея. М., 1994 (в соавт.);
- Атомные уникальные стратегические. Мурманск, 1997 (переизд.: СПб., 2000);
- Катастрофы под водой. Мурманск, 1999;
- От «Трешера» до «Курска». Петрозаводск, 2001;
- Запас плавучести. Петрозаводск, 2003;
- Первая атомная и её экипаж. СПб., 2006[4].